# Мистрик, Роберт
Роберт Мистрик (словац. Robert Mistrík; 13 августа 1966, Банска-Бистрица) — словацкий химик, учёный, предприниматель и политик. Кандидат на должность Президента Словацкой Республики в 2019 году.

## Биография
Он изучал аналитическую химию в Словацком техническом университете в Братиславе (1991), получил степень доктора в Венском университете (1994). Мистрик был научным сотрудником Национального института стандартов и технологий в Гейтерсберге, штат Мэриленд (США). В 1998 году он вернулся в Словакию, основал компанию HighChem. Член международной организации «Метаболомика», он также был членом Американского химического общества.
В 2009 году он стал одним из соучредителей партии «Свобода и солидарность», вышел из партии в 2012 году.
Награжден Крестом Прибины 1 класса за развитие науки в Словакии.
Женат, имеет двух сыновей.